# Институт этики и новых технологий
Институт этики и новых технологий (англ. Institute for Ethics and Emerging Technologies, IEET) является аналитическим центром по прогрессу технологий, который, согласно заявлению на сайте, «стремится продвигать размышления о том, как технологический прогресс может увеличивать свободу, счастье и процветание человека в демократических сообществах». Институт был зарегистрирован в 2004 году в США как некоммерческая организация философом Ником Бустрём и биоэтиком Джеймсом Хьюзом.
Институт стремится влиять на общественные процессы, чтобы распространить выгоды и уменьшить риски технологических изменений.
IEET работает совместно в организацией Humanity+ (также основанной и возглавляемой Бустрём и Хьюзом) — международной неправительственной организацией с аналогичной миссией, но имеющей активисткие, нежели академические подходы. Многие люди, серьёзно размышляющие над технологическим прогрессом и способные оказывать на него влияние, стали действительными членами (Fellows) в институте и поддерживают его миссию. Эти люди выражают широкий спектр мнений и не всегда идентифицируют себя как трансгуманисты.
Институт регулярно публикует научный журнал «Journal of Evolution and Technology», проводит конференции и проявляет прочую активность.